# Elecciones presidenciales de Venezuela de 1888
Las elecciones presidenciales de Venezuela de 1888 fueron realizadas el 2 de julio de dicho año. Resultó electo por el Consejo Federal Juan Pablo Rojas Paúl para el periodo constitucional de 1888-1890.

## Antecedentes

### La elección de la candidatura Liberal
Durante el proceso de postulación el Partido Liberal fue representada por 5 candidatos liberales que competían por la candidatura a la presidencia de la República: Raimundo Fonseca, Juan Pablo Rojas Paúl, Manuel Antonio Matos, Ovidio María Abreu y Francisco González Guinán.

#### Convención Liberal
El 9 de febrero se reúnen en Caracas la Convención Electoral Liberal y se pronuncian por la elección de Juan Pablo Rojas Paúl quien obtiene el apoyo para la candidatura presidencial con 6 votos a favor.
Se ha dicho que el triunfo de Rojas Paúl fue posible gracias a que González Guinán le aportó sus votos a cambio de ser designado ministro de Relaciones Interiores, desde ése puesto González Guinán se encargaría de neutralizar a la oposición conservadora mediante una fuerte represión.
Al enterarse el general Antonio Guzmán Blanco de la elección de Rojas Paúl, envió un cablegrama con las siguientes palabras: 

Mis compatriotas: está salvada la unidad del partido por el patriotismo y abnegación de todos ustedes.

## Elección
Para el 20 de febrero de 1888 el Congreso Nacional inicia sus sesiones para designar al próximo presidente, pero no sería posible conseguir el quorum necesario ya que de los 81 senadores y diputados, 30 de ellos eran de la facción crepista, los cuales no estaban del todo conforme con la candidatura de Rojas Paúl.
Durante 4 meses el Congreso trato de conseguir el quorum necesario para elegir a los miembros del Consejo Federal y estos a su vez elegir al presidente, en vista del sabotaje por parte de los crepistas. El Ministro de Interior González Guinán empieza a armar una tesis sobre una supuesta "sedicion y conspiración" de los crespistas, los cuales algunos parlamentarios fueron encarcelados. Gracias a esta acción se logra hacer que tomen posesión de las vacantes los suplentes de los parlamentarios encarcelados, dándole vía libre al Congreso para designar al Consejo Federal.
Una vez realizada la elección de los miembros del Consejo Federal la cual estuvo compuesta por 7 civiles y 10 militares, procedieron a elegir de su seno al candidato liberal Juan Pablo Rojas Paúl como presidente de la república.

## Consecuencias
La elección de Juan Pablo Rojas Paúl no fue bien vista por el general Joaquín Crespo, quien la consideró un fraude. No obstante, el recién juramentado presidente logró controlar la situación encarcelando a Crespo.
Durante estos dos años de gobierno la relación entre Rojas y Guzmán (quien residía en París) se fue enfriando, esto trajo consigo una reacción con manifestaciones violentas en contra de Antonio Guzmán Blanco en el país causando destrucción de estatuas, monumentos y saqueos a sus propiedades.